# Gastrocopta prototypus
Gastrocopta prototypus är en snäckart som först beskrevs av Henry Augustus Pilsbry 1899.  Gastrocopta prototypus ingår i släktet Gastrocopta och familjen puppsnäckor. Inga underarter finns listade i Catalogue of Life.